# George Clare (Maler)
George Clare (geboren 1835; gestorben 1890 in Barnet, Herfortshire) war ein britischer Maler. 

## Leben
George Clare war ab den 1860er Jahren ein bekannter Maler von Stillleben. Er hatte drei Söhne, von denen Oliver Clare (1853–1927) und Vincent Clare (1855–1925) in die Fußstapfen des Vaters traten und ebenfalls Stillleben malten.
Clare hatte ein Studio in Birmingham und war später in Barnet tätig. Clare stand unter dem Einfluss von William Henry Hunt. Er malte kleinformatige, detailreiche Blumen- und Früchtestillleben, oft mit Vogelnestern. Er stellte 1864, 1867 und 1868 in der Royal Academy of Arts aus, in der British Institution in deren letzten Jahren sowie in der  Royal Society of British Artists. 

Bilder
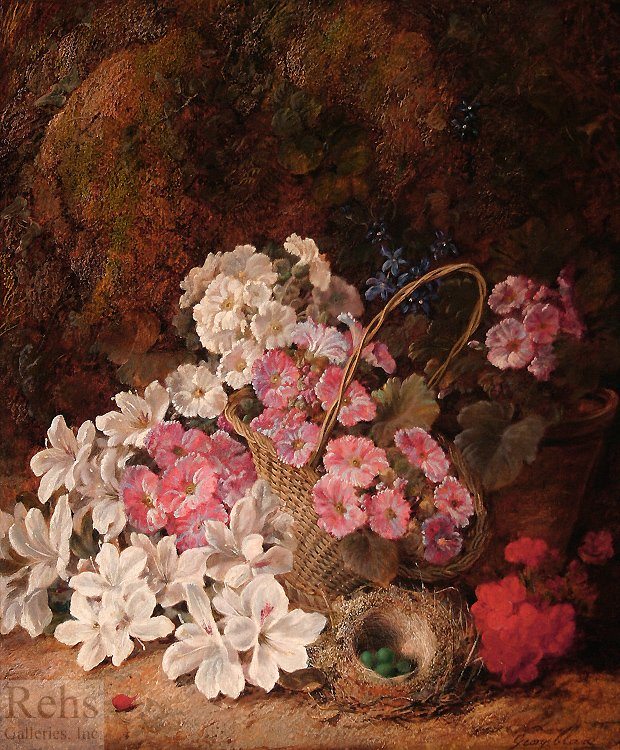
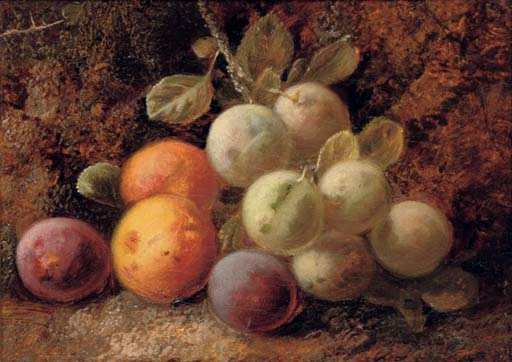
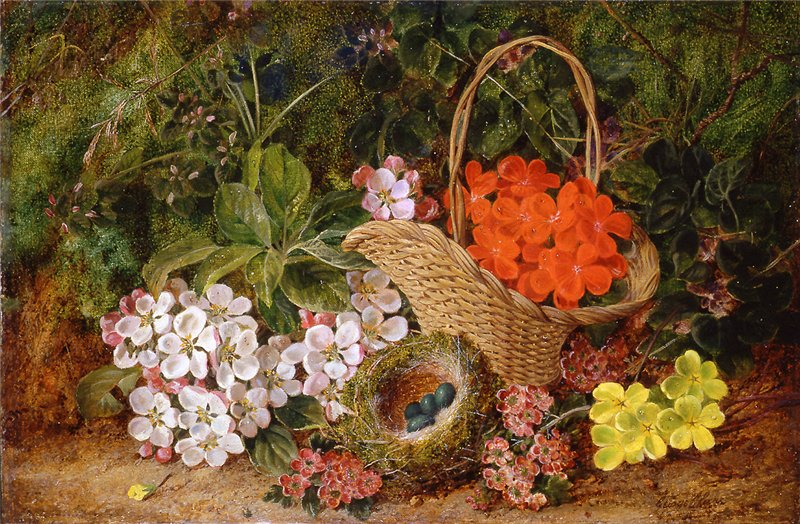
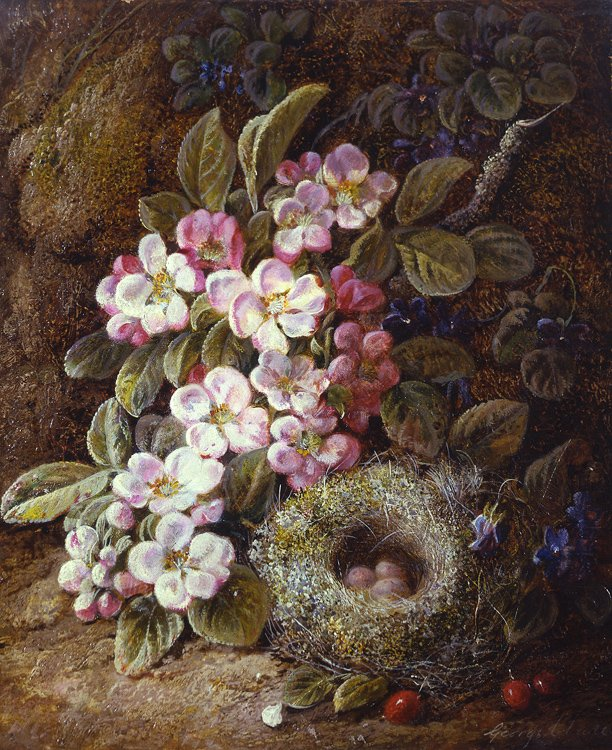